# آشیش کومار
آشیش کومار (به انگلیسی: Ashish Kumar) زادهٔ ۱۹۹۰ میلادی ژیمناست اهل هند است.